# Nicholas Sparks
Nicholas Charles Sparks (Omaha, Nebraska, 1965. december 31. –) amerikai bestsellerszerző.
Regényeinek témája többek között az Istenben való hit, a szerelem, tragédia és sors. 2022-ig 23 regényét adták ki, ezek közül tizenegyből filmváltozat is készült: Üzenet a palackban (1999), Séta a múltba (2002), Szerelmünk lapjai (2004), Éjjel a parton (2008), Kedves John! (2010), Az utolsó dal (2010), Szerencsecsillag (2012), Menedék (2013), Vissza hozzád (2014), Hosszú utazás (2015) és Válaszúton (2016).

## Ifjúkora és családja
Édesapja Patrick Michael Sparks professzor, édesanyja Jill Emma Marie pedig szemészasszisztens. Nicholas a három testvér közül a középső gyermek. Van egy bátyja, Michael Earl „Micah”’ Sparks (1964) és volt egy húga, Danielle „Dana” Sparks, aki 33 évesen (1966–2000) meghalt. Sparks azt mondta, hogy ő ihlette A leghosszabb út című regényében a főszereplő lány alakját.
Sparks római katolikus vallású, ősei német, cseh, angol és ír származásúak.
Apja egyetemi tanulmányai alatt a család sokat költözött. Így Sparks még csak nyolcéves koráig már lakott Minnesotában, Los Angelesben, Grand Islanden és Nebraskában. Végül 1974-ben a kaliforniai Fair Oaksban telepedtek le. Nicholas itt kezdte el és fejezte be 1974-ben középiskolai tanulmányait a Bella Vista Gimnáziumban. Ezt követően a Notre Dame Egyetemen ösztöndíjasként tanult tovább. 1988-ban pénzügy szakon szerzett diplomát, és ebben az évben találkozott jövendőbeli feleségével, Cathy Cote-tal. 1989 júliusában összeházasodtak és elköltöztek Sacramentóba.

## Írói pályafutása
A gimnázium befejezése utáni nyáron otthon írta meg első regényét Az idő múlása címmel, amely kiadatlan maradt. 1989-ben írt következő regénye, A királyi gyilkosságok szintén kiadatlan.
Az egyetem után megpróbált munkába állni egy kiadónál, illetve jogi tanulmányokat folytatni, de egyik sem sikerült. A következő három évben különböző foglalkozásokat űzött: volt ingatlanközvetítő, pincér, telefonos értékesítő és saját vállalkozásba is kezdett. 1990-ben Billy Millsszel együtt írták az „A Lakota Journey to Happiness and Self-Understanding” című könyvet, melyet több kiadó is piacra bocsátott: Feather Publishing, Random House és a Hay House is. A kiadást követő években közel 50 ezer példány kelt el.
1992-ben Sparks gyógyszerekkel kezdett kereskedni, és 1993-ban Greenville-be (Dél-Karolina) helyezték át. Itt írta meg szabadidejében a Szerelmünk lapjai című regényét. Két évvel később Theresa Park irodalmi ügynök felajánlotta Sparksnak, hogy szárnyai alá veszi művét és képviseli őt. 1995 októberében egymillió dollár előleget kaptak a Time Warner Book Grouptól, és 1996 októberében megjelent a könyv, amely rögtön az első héten a The New York Times sikerlistájának élére került.
Első művének sikere után New Bernbe költöztek. Ezt követően sorozatban írta a nemzetközi bestsellereket, és 12 művéből film is készült. A Szerencsecsillag filmjogait a Warner Brothers vette meg, azzal, hogy a filmet Douglas McGrath fogja rendezni. A producer Denise DiNovi lesz, aki korábban már három Sparks-regényt vitt filmre. Az utóbb dramatizált Az utolsó dal című regényéből az Offspring Entertainment forgatott filmet a Touchstone Pictures számára, Miley Cyrus szereplésével.

## Magánélete
Feleségével és gyermekeikkel New Bernben élnek. Sparks támogatja a helyi gimnáziumot, illetve a helyi és országos jótékonysági szervezeteket. A Notre Dame Egyetem Creative Writing Programját ösztöndíjakkal segíti. 2008-ban a Entertainment Weekly bejelentette, hogy Sparks és felesége közel 10 millió dollárt adományozott egy keresztény magániskola alapítására, amely az utazásra és az élethossziglani tanulásra helyezi a hangsúlyt.

## Könyvei
- The Notebook – Szerelmünk lapjai (1996 október)
- Message in a Bottle – Üzenet a palackban (1998 április)
- A Walk to Remember – Séta a múltba (1999 október) (Könyvben magyarul "A leghosszabb út" címmel is megjelent)[9]
- The Rescue – A tűzlovag (2000 szeptember)
- A Bend in the Road – Mindig van holnap (2001 szeptember)
- Nights in Rodanthe – Éjjel a parton (2002 szeptember)
- The Guardian – Az őrangyal (2003 április)
- The Wedding – Eltékozolt évek (2003 szeptember)
- Three Weeks with my Brother (2004 április)
- True Believer – Igaz hittel (2005 április)
- At First Sight – Első látásra (2005 október)
- Dear John – Kedvesem (2006 október)
- The Choice – Válaszúton (2007 szeptember)
- The Lucky One – Szerencsecsillag (2008 október)
- The Last Song – Az utolsó dal (2009 szeptember)
- Safe Haven – Menedék (2010 szeptember)
- The Best of Me – Vissza hozzád (2011 október)
- The Longest Ride – Hosszú utazás (2014. május)[10]
- See Me – Engem láss! (2015. október)
- Two By Two – Kéz a kézben (2016. október)
- Every Breath – Minden szívdobbanással (2018)
- The Return – Visszatérés (2020)
- The Wish - A kívánság (2022)
- Dreamland - Álmok földjén (2023)

## Magyarul
- Emlékek könyve; ford. Koncz Éva; Reader's Digest, Budapest, 1998 (Reader's Digest válogatott könyvek)
- Palackba zárt üzenet; ford. Koncz Éva; Reader's Digest, Budapest, 1999 (Reader's Digest válogatott könyvek)
- Szerelmünk lapjai; ford. Nagy Ágnes Karolina; Magyar Könyvklub, Budapest, 2000
- Karácsonyi angyal; ford. Bornai Tibor; Reader's Digest, Budapest, 2001 (Reader's Digest válogatott könyvek)
- Üzenet a palackban; ford. Sziklai Hella; Magyar Könyvklub, Budapest, 2001
- Tűzlovag; ford. Somló Ágnes; Magyar Könyvklub, Budapest, 2002
- A leghosszabb út; ford. Szűr-Szabó Katalin; Magyar Könyvklub, Budapest, 2002
- Mentés; ford. Pelle Csilla; Reader's Digest, Budapest, 2002 (Reader's Digest válogatott könyvek)
  - (Tűzlovag címen is)
- Veszélyes kanyar. Az O'Hurley család; Reader's Digest, Budapest, 2003 (Reader's Digest válogatott könyvek)
- Az őrangyal; ford. Résch Éva; Reader's Digest, Budapest, 2004 (Reader's Digest válogatott könyvek)
- Viharos szerelem; ford. Pelle Csilla; Reader's Diegest, Budapest, 2004 (Reader's Digest válogatott könyvek)
- Mindig van holnap; ford. Loósz Vera; Magyar Könyvklub, Budapest, 2004
- Az őrangyal; ford. Németh Anikó; General Press, Budapest, 2005 (Romantikus regények)
- Eltékozolt évek; ford. Nagy Ágnes Karolina; General Press, Budapest, 2005 (Romantikus regények)
- Karácsonyi angyal / Mentés / Veszélyes kanyar. Az O'Hurley család; ford. Bornai Tibor, Pelle Csilla; Reader's Digest, Budapest, 2005 (Reader's Digest sikerkönyvek)
- Éjjel a parton; ford. Dobrás Zsófia; General Press, Budapest, 2005
- Igaz hittel; ford. Szabó Olimpia; Reader's Digest, Budapest, 2006 (Reader's Digest válogatott könyvek)
- Igaz hittel; ford. Nagy Ágnes Karolina; General Press, Budapest, 2006 (Romantikus regények)
- Első látásra; ford. Nagy Ágnes Karolina; General Press, Budapest, 2007 (Romantikus regények)
- Válaszúton; ford. Nagy Ágnes Karolina; General Press, Budapest, 2008 (Romantikus regények)
- Kedvesem; ford. Nagy Ágnes Karolina; General Press, Budapest, 2008 (Romantikus regények)
- Szerencsecsillag; ford. Szieberth Ádám; General Press, Budapest, 2009
- Az utolsó dal; ford. Szabó Ágnes; General Press, Budapest, 2010
- Menedék; ford. Szieberth Ádám; General Press, Budapest, 2011
- Vissza hozzád; ford. Szabó Ágnes; General Press, Budapest, 2012
- Biztos menedék; ford. Téli Márta; Reader's Digest, Budapest, 2012 (Reader's Digest válogatott könyvek)
- Hosszú utazás; ford. Kolláth Nóra; General Press, Budapest, 2014
- Hosszú utazás; ford. Bornai Tibor; Tarsago, Budapest, 2015 (Reader's Digest válogatott könyvek)
- Engem láss; ford. Gömöri Péter; General Press, Budapest, 2016
- Kéz a kézben; ford. Pejkov Boján; General Press, Budapest, 2017
- Kedvesem; ford. Nagy Ágnes Karolina; 2. jav. kiad.; General Press, Budapest, 2018
- Igaz hittel; ford. Nagy Ágnes Karolina; 2. jav. kiad.; General Press, Budapest, 2018
- Minden szívdobbanással; ford. Pejkov Boján; General Press, Budapest, 2018
- A leghosszabb út; ford. Szűr-Szabó Katalin; 3. jav. kiad.; General Press, Budapest, 2018
- Tűzlovag; ford. Somló Ágnes; 3. jav. kiad.; General Press, Budapest, 2019
  - (Mentés címen is)
- Első látásra; ford. Nagy Ágnes Karolina; 2. jav. kiad.; General Press, Budapest, 2019
- Visszatérés; ford. Pejkov Boján; General Press, Budapest, 2020
- A kívánság; ford. Pejkov Boján; General Press, Budapest, 2022
- Álmok földjén; ford. Pejkov Boján; General Press, Budapest, 2023

## Filmfeldolgozások
| Év   | Magyar cím         | Eredeti cím         | Rendező             | Főszereplők                        |
| ---- | ------------------ | ------------------- | ------------------- | ---------------------------------- |
| 1999 | Üzenet a palackban | Message in a Bottle | Luis Mandoki        | Robin Wright Penn és Kevin Costner |
| 2002 | Séta a múltba      | A Walk to Remember  | Adam Shankman       | Mandy Moore és Shane West          |
| 2004 | Szerelmünk lapjai  | The Notebook        | Nick Cassavetes     | Rachel McAdams és Ryan Gosling     |
| 2008 | Éjjel a parton     | Nights in Rodanthe  | George C. Wolfe     | Diane Lane és Richard Gere         |
| 2010 | Kedves John!       | Dear John           | Lasse Hallström     | Amanda Seyfried és Channing Tatum  |
| 2010 | Az utolsó dal      | The Last Song       | Julie Anne Robinson | Miley Cyrus és Liam Hemsworth      |
| 2012 | Szerencsecsillag   | The Lucky One       | Scott Hicks         | Zac Efron és Taylor Schilling      |
| 2013 | Menedék            | Safe Haven          | Lasse Hallström     | Julianne Hough és Josh Duhamel     |
| 2014 | Vissza hozzád      | The Best of Me      | Michael Hoffman     | Michelle Monaghan és James Marsden |
| 2015 | Hosszú utazás      | The Longest Ride    | George Tillman Jr.  | Britt Robertson és Scott Eastwood  |
| 2016 | Válaszúton         | The Choice          | Ross Katz           | Benjamin Walker és Teresa Palmer   |

## Fordítás
- Ez a szócikk részben vagy egészben a Nicholas Sparks (author) című angol Wikipédia-szócikk ezen változatának fordításán alapul.  Az eredeti cikk szerkesztőit annak laptörténete sorolja fel. Ez a jelzés csupán a megfogalmazás eredetét és a szerzői jogokat jelzi, nem szolgál a cikkben szereplő információk forrásmegjelöléseként.